# Ed Roberts (Unternehmer)

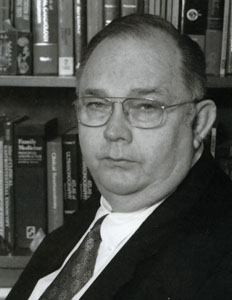
Ed Roberts im Jahr 2002

Henry Edward „Ed“ Roberts  (* 13. September 1941 in Miami, Florida; † 1. April 2010 in Macon, Georgia) war der Gründer und Präsident der Firma Micro Instrumentation and Telemetry Systems (MITS), die Mitte der 1970er Jahre einen der ersten Personal Computer für Privatleute, den Altair 8800, auf den US-amerikanischen Markt brachte.

## Werdegang
Seine Ausbildung als Elektroingenieur machte Roberts als Mitglied der United States Air Force an der Oklahoma State University. 1968 wurde Roberts in die Forschungslabors der Kirtland Air Force Base in New Mexico versetzt, wo er seinen späteren Partner Forrest Mims III kennenlernte. Zusammen mit seinem Studienfreund Stan Cagle und dem Offizier Bob Zaller gründeten die vier das Unternehmen MITS, die am Anfang Telemetriesysteme für Hobbyelektroniker baute. Im Herbst 1970 trennten sich die Wege der Teilhaber von MITS über die Frage, in welche Richtung die weitere Entwicklung der Firma gehen sollte. Roberts wollte mit der Produktion von Tischrechnern beginnen, während Cagle und Mims ein Infrarot-Alarm-System bauen wollten. Roberts kaufte Cagle und Mims die Anteile der Firma ab und setzte sich mit seinen Vorstellungen durch.

## Altair 8800

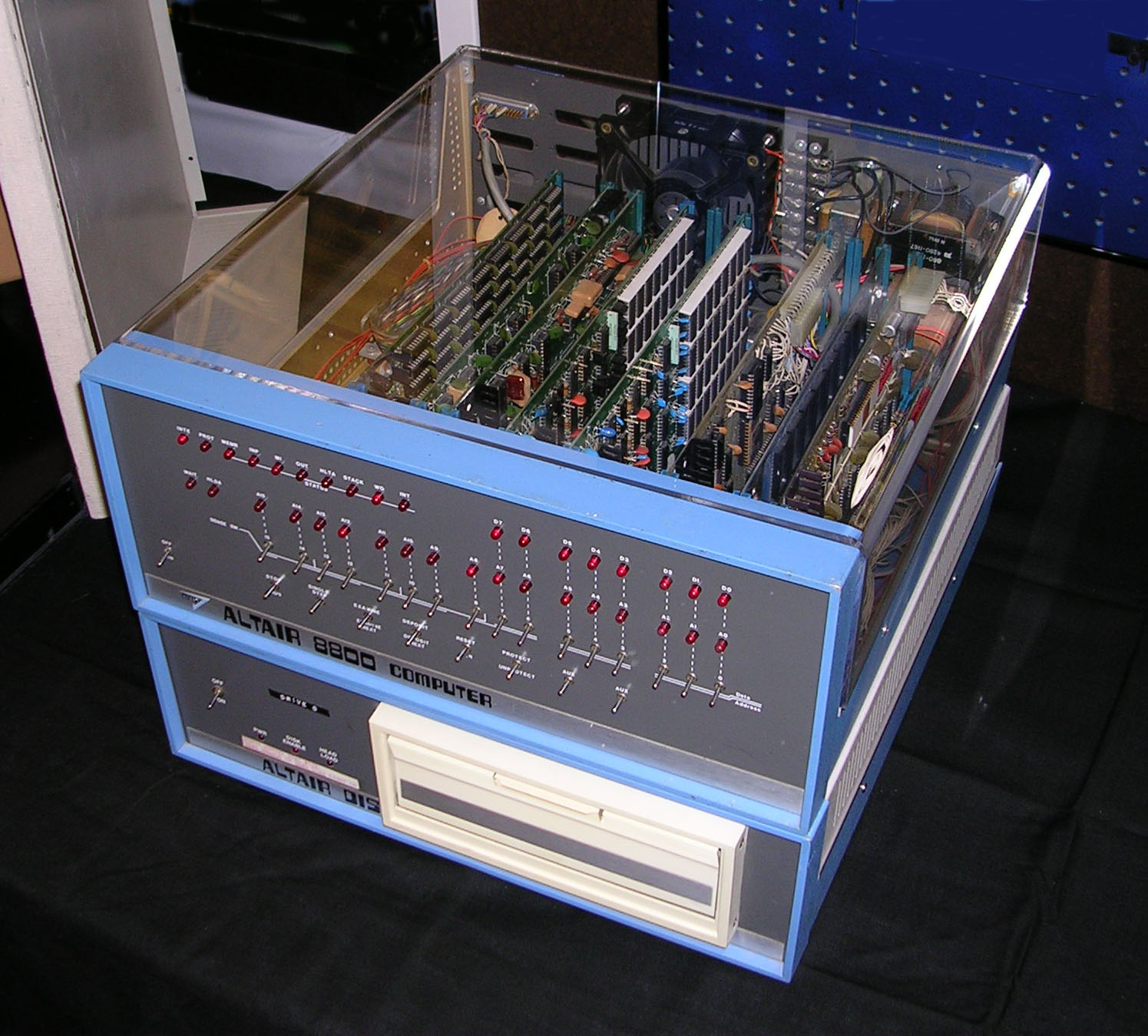
Ein „Altair 8800“

Nachdem Roberts seine ersten Tischrechner auf den Markt gebracht hatte, schrieb er 1971 in der November-Ausgabe der Hobby-Elektroniker-Zeitschrift Popular Electronics über seinen MITS-816-Tischrechner-Bausatz, und sofort nach der Veröffentlichung begann das Geschäft mit dem Rechner sehr gut zu laufen. Ab 1974 war Roberts jedoch gezwungen, ein neues Produkt auf den Markt zu bringen, da die Preise für Tischrechner stark gefallen waren und sein Bausatz mit den schon fertig montierten Tischrechnern der Konkurrenz nicht mehr mithalten konnte. Er entwickelte daher den ersten Bausatz für einen Personal Computer, den Altair 8800, über den Roberts ebenfalls einen Artikel in der Zeitschrift Popular Electronics, nun in der Januar-Ausgabe 1975, veröffentlichte. Diesen Artikel lasen der damalige Harvard-Student Bill Gates und dessen Freund Paul Allen. Die beiden nahmen Kontakt mit Roberts auf und schlugen ihm vor, einen BASIC-Interpreter für den Altair zu schreiben. Roberts akzeptierte den Vorschlag und engagierte die beiden, weswegen Gates Harvard verließ. Nachdem Gates und Allen einige Zeit für MITS gearbeitet hatten, verließen sie das Unternehmen wieder und gründeten das Unternehmen Microsoft. Der Artikel regte auch eine Gruppe Altair-8800-Fans an, die den Homebrew Computer Club ins Leben riefen. Mitglieder dieses Clubs gründeten insgesamt 23 Computerfirmen, u. a. auch das Unternehmen Apple.
1977 wurde MITS von der Pertec Computer Corporation gekauft und die Herstellung des Altair eingestellt. 

## Zeit nach MITS
Roberts kaufte von seinem Anteil am Verkauf von MITS eine Ranch im US-Bundesstaat Georgia, machte eine Medizinausbildung und arbeitete als praktischer Arzt auf dem Land.
2010 starb er im Alter von 68 Jahren an den Folgen einer Lungenentzündung.

## Filme
- Die Silicon Valley Story mit Noah Wyle und Anthony Michael Hall: Film über den Werdegang von Steve Jobs und Bill Gates, in dem auch die Figur des Ed Roberts auftaucht. Der Film basiert auf dem Buch Fire in the Valley – The Making of the Personal Computer.